# Джиджі Грайс
Джи́джі Грайс (англ. Gigi Gryce), справжнє ім'я Джордж Дже́нерал Грайс, мол. (англ. George General Grice Jr.; 28 листопада 1925, Пенсакола, Флорида — 14 березня 1983, там само) — американський джазовий саксофоніст, флейтист, кларнетист і композитор.

## Біографія
Народився 28 листопада 1925 року в Пенсаколі, Флорида. Навчався у музичній школі в Гартфорді, Коннектикут, де він зростав; починав грати на кларнеті, потім взявся за флейту, альт-саксофон і фортепіано. З 1946 року працюав з місцевими гуртами; очолив власний окрестр з 23 музикантів, до складу якого входив Горас Сільвер, в аудиторіум в Гартфорді. Навчався в Бостонській консерваторії у 1948—51; вивчав класичну композицію, навчався у Алана Говганесса. У 1952 році поїхав до Парижу по програмі Фулбрайта; навчався у Надії Буланже та Артура Гонеггера.
Після повернення до США, поїхав у Нью-Йорк, де грав і записувався з Максом Роучем, Кліффордом Брауном, Говардом Макгі; з Теддом Демероном в Атланті; того ж року упродовж шести місяців гастролював з Лайонелом Гемптоном, включаючи тур по Європі. Грав з Артом Фармером (1954—56), з 1956 по 1958 роки грав з власним гуртом Jazz Lab Quintet, до якого входив Дональд Берд. У 1957 році виступив на джазовому фестивалі в Ньюпорті; також працював як композитор та аранжувальник.
У 1959 році очолив власний гурт в клубах Five Spot, Cork'N'Bib; та в інших клубах. У 1960-х припинив виступати і присвятив свій час викладанню музики; навіть провів деякий час в Гані. У 1960-х і 1970-х викладав у нью-йоркських школах. Автор композицій «Minority», «Hymn to the Orient», «Nica's Tempo», трьох симфоній і різних камерних творів.
Помер 14 березня 1983 року у Пенсаколі у віці 55 років від серцевого нападу.

## Дискографія
- When Farmer Met Gryce (Prestige, 1955)
- Nica's Tempo (Savoy, 1955)
- Jazz Lab (Columbia, 1957); з Дональдом Бердом
- Gigi Gryce and the Jazz Lab Quintet (Riverside, 1957)
- At Newport (Verve, 1957); з Дональдом Бердом
- New Formulas from the Jazz Lab (RCA Victor, 1957); з Дональдом Бердом
- Jazz Lab (Jubilee, 1957); з Дональдом Бердом
- Modern Jazz Perspective (Columbia, 1957); з Дональдом Бердом і Джекі Перісом
- Saying Somethin'! (New Jazz, 1960)
- The Hap'nin's (New Jazz, 1960)
- The Rat Race Blues (New Jazz, 1960)
- Reminiscin' (Mercury, 1960)